# گردبازو
گردبازو شاهزاده‌ای باوندی و ولیعهد شاه غازی رستم بود. او در نبردهای مختلفی در زمان حکومت پدرش شرکت داشت و به خواست سلطان سنجر به عنوان گروگان به دربار سلجوقیان رفت تا به جنگ‌ها میان دو سلسله پایان بخشد اما در شهر سرخس توسط حشاشین ترور شد و به قتل رسید. پس از مرگ او را «شهید» نامیده و در حرم امام رضا در مشهد دفن کردند. این رخداد موجب تیرگی روابط شاه غازی با سلاجقه و اسماعیلیان الموت شد.
از وی چند بیت شعر به زبان طبری در میان کتاب تاریخ طبرستان اثر ابن اسفندیار باقی مانده‌است.